# Samuel Frederick Gray
Samuel Frederick Gray (1766 – 1828) var en britisk botaniker og farmakolog. Gray var forfatter til The Natural Arrangement of British Plants (1821). Han var også far til zoologerne John Edward Gray og George Robert Gray.